# 봉명중학교 (경남)
봉명중학교(鳳鳴中學校)는 대한민국 경상남도 김해시 외동에 위치한 공립 중학교이다.

## 학교 연혁
- 2006년 7월 27일 : 학교 신설 계획
- 2008년 1월 31일 : 봉명중학교 준공
- 2008년 3월 1일 : 봉명중학교 7학급 설립 인가
- 2008년 3월 5일 : 제1회 입학식(7학급 271명)
- 2015년 3월 1일 : 행복학교 운영(2015년~2018년)
- 2022년 9월 1일 : 제8대 정천동 교장 부임
- 2022년 12월 30일 : 제13회 졸업식(졸업생 172명, 졸업생 누계 2,807명)
- 2023년 3월 1일 : 행복나눔학교 운영(2023년~2026년)
- 2023년 3월 2일 : 제16회 입학식(2학급 44명)

## 참고 자료
- 봉명중학교 - 한국교육학술정보원 학교알리미